# Jordi Pineda Bono
Jordi Pineda Bono (Barcelona, 1935 - Barcelona, 21 d'agost de 2013) va ser un dibuixant de còmics català.

## Biografia
Jordi Pineda va crear la sèrie Quina Trepa! per la revista Cavall Fort el 1961. De fet, una historieta d'aquests personatges ocupava la portada del primer número de la publicació. Porteriorment va treballar amb reguralitat per a l'Editorial Bruguera, amb sèries com Don Próspero (1966), Ceferino el Pueblerino (1966), Don Tary (1968) o Bonifacio y Pedernal (1972). Quan va tancar Bruguera, va treballar al mercat internacional, a través de l'agència Bardon Art: Bucky Bug (1994-1997), per l'holandesa "Donald Duck", o Herbie i Rakker, per la noruega "Penny".

## Obra
| Anys | Títol                  | Publicació   | Editorial |
| ---- | ---------------------- | ------------ | --------- |
| 1966 | Don Próspero           | "Tío Vivo"   | Bruguera  |
| 1966 | Ceferino el Pueblerino | "Tío Vivo"   | Bruguera  |
| 1968 | Don Tary               | "Din Dan"    | Bruguera  |
| 1972 | Bonifacio y Pedernal   | "Pulgarcito" | Bruguera  |